# 桜朱音
桜 朱音（さくら あかね、1984年6月10日 - ）は、日本の元AV女優。

## 人物・略歴
東京都出身。
2003年、『The Open 1』でAVデビュー。
2004年、桃太郎の専属女優となり、同社の顔として活動した。
2004年12月15日、ケイ・エム・プロデュースの大忘年会で、如月カレン、小沢菜穂とともに「ミリオンガールズ2005」に選ばれた。
2006年、AV女優を引退し桃太郎の営業部員となり、主に広報活動に従事した。
2007年8月、桃太郎を退社。
2008~2009年頃、東京秋葉原に有るアダルトショップ「アリババ秋葉原店」で働いていた。
2012年に行われたAV30のAV女優人気投票では、98位にランクインした。

## 出演作品
2003年
- The Open 1（8月20日、イマージュ）
- The Open 2（9月20日、イマージュ）
- The Open 3（10月25日、アレックス）
- The Open 4（11月10日、アレックス）
- The Open 5（12月10日、アレックス）

2004年
- 素顔（1月9日、桃太郎映像出版）
- タイムスリップ コスプレックス80（2月6日、桃太郎映像出版）
- BeJean 21（3月5日、桃太郎映像出版）
- 美乳にクラクラ（4月2日、桃太郎映像出版）
- おでかけデート（5月7日、桃太郎映像出版）
- 淫・崩壊 猟奇の館シリーズ 第一章 〜泣き叫ぶ黒い陵辱〜（6月25日、桃太郎映像出版）
- メイク室でやりたい放題!（6月25日、桃太郎映像出版）他出演:一色れな
- 発情!サクラの猥褻3話（7月16日、桃太郎映像出版）
- 美乳天使（8月13日、桃太郎映像出版）
- ナースしちゃうぞ!!（9月3日、桃太郎映像出版）
- 桜朱音SPECIAL セクシープロジェクト（10月1日、桃太郎映像出版）
- 桜朱音SPECIAL 桜朱音大事典（10月1日、桃太郎映像出版）
- 桜朱音SPECIAL Peach Pictures 桜朱音in沖縄（10月1日、桃太郎映像出版）
- 泡あそび（11月12日、桃太郎映像出版）
- 桜朱音SPECIAL 桜だより（12月17日、桃太郎映像出版）

2005年
- 桜朱音がミリオンに舞い降りた 完全版（1月21日、ケイ・エム・プロデュース）
- 桜朱音の美乳三昧!!（1月21日、レアル・ワークス）
- ひとりエッチ +（1月21日、桃太郎映像出版）他出演:黒崎扇菜、一色れな、早坂ひとみ、三浦沙耶香、彩名杏子
- カワイイコスプレ（2月18日、ケイ・エム・プロデュース）
- 朱音と一緒にオナニーしようよ（2月18日、レアル・ワークス）
- 朱音が奥さんになってあげる（3月18日、レアル・ワークス）
- もしも桜朱音が僕の彼女だったら… 完全版（3月25日、ケイ・エム・プロデュース）
- 猥褻フェラチオ（4月22日、レアル・ワークス）
- 僕だけのアイドル 女子校生 完全版（5月20日、ケイ・エム・プロデュース）
- 風俗フルコース 桜朱音 完全版（5月20日、ケイ・エム・プロデュース）
- 初めてのぶっかけとごっくん。（6月3日、レアル・ワークス）
- 超デジモ（6月17日、レアル・ワークス）
- 桜朱音 4時間（6月24日、ケイ・エム・プロデュース）
- 桜朱音に癒されたい（7月22日、レアル・ワークス）
- 完全なるイカセ4時間 2005（7月29日、ケイ・エム・プロデュース）
- ミリオンプレミアム ミリオンガールズ 2005 フルスロットル 完全版（8月19日、ケイ・エム・プロデュース）共演:小沢菜穂、如月カレン
- 桜朱音が汁男と行く変態バスツアー（8月19日、レアル・ワークス）
- 密着48時間!桜朱音の○秘温泉旅行（9月23日、レアル・ワークス）
- VERY BEST OF 桜朱音 完全版（9月30日、ケイ・エム・プロデュース）共演:小沢菜穂、如月カレン ※総集編 撮りおろしあり
- レアルアナル（10月21日、レアル・ワークス）
- 桜朱音 BEST 4時間（11月18日、レアル・ワークス）

2006年
- 桜朱音スペシャル SAKURA iSM（3月7日、桃太郎映像出版）
- Wild Thing X（3月7日、桃太郎映像出版）
- 桜朱音SPECIAL Bye Bye!!（4月7日、桃太郎映像出版）
- 完全撮りおろしスーパースター 4時間SPECIAL 3（5月19日、ケイ・エム・プロデュース）他出演:小沢菜穂、神谷姫、如月カレン、あいみ、上戸あい、綾瀬メグ、春咲あずみ、早乙女優、秋元なつみ

2011年
- 桜朱音　ふたたび・・・。（6月7日、桃太郎映像出版）※総集編

## テレビ出演
- 金曜ナイトドラマ「特命係長 只野仁（2ndシーズン）」（2005年3月18日、テレビ朝日） - 第21話ゲスト出演 多嶋組の女役 ただし 実際は 乳を揉まれているだけで セリフ無し
- Peach-Pit 桃のたね（MONDO TV）